# Episodi di Mary Kills People (prima stagione)
La prima stagione della serie televisiva Mary Kills People, composta da 6 episodi, è stata trasmessa per la prima volta in Canada sulla rete televisiva Global dal 25 gennaio al 22 febbraio 2017. 
In Italia, la stagione è stata interamente pubblicata sulla piattaforma on demand TIMvision il 1º novembre 2017. Per un probabile errore tecnico, l'episodio 3 è stato pubblicato il 3 novembre 2017.
| nº | Titolo originale    | Titolo italiano       | Prima TV Canada  | Pubblicazione Italia |
| -- | ------------------- | --------------------- | ---------------- | -------------------- |
| 1  | Bloody Mary         | Bloody Mary           | 25 gennaio 2017  | 1º novembre 2017     |
| 2  | The River Styx      | Il fiume Stige        | 1º febbraio 2017 | 1º novembre 2017     |
| 3  | Wave the White Flag | È ora di arrendersi   | 8 febbraio 2017  | 3 novembre 2017      |
| 4  | Raised By Wolves    | Allevata dai lupi     | 15 febbraio 2017 | 1º novembre 2017     |
| 5  | The Judas Cradle    | La culla di Giuda     | 22 febbraio 2017 | 1º novembre 2017     |
| 6  | Morning Glory       | La gloria del mattino | 22 febbraio 2017 | 1º novembre 2017     |